# Nghĩa trang Wilanów
Nghĩa trang Wilanów còn được gọi là Cmentarz Wilanowie là một nghĩa trang Công giáo La Mã ở quận Wilanów của Warsaw. Nó nằm ở ngã tư đường Wiertnicza và Wilanowska.

## Lịch sử
Nghĩa trang được thành lập theo sáng kiến của Stanisław Kostka, Aleksander Stanisław Potocki và Aleksandra của Lubomirski Potocka vào năm 1816. Ban đầu, nó nằm trên một vòng tròn với một lăng mộ theo kiến trúc tân cổ điển ở phần trung tâm, được dựng lên giữa năm 1823-1826 theo thiết kế của Chrystian Piotr Aigner. Có những ngôi mộ của Stanisław Kostka và Ignacy Potocki trong đó.
Nghĩa trang nhiều lần được mở rộng. Nó được mở rộng lần đầu tiên vào khoảng năm 1860 khi các nhánh được thêm vào nghĩa trang hình tròn, tạo cho nó hình dạng của một cây thánh giá Hy Lạp. Một lần nữa, khu vực nghĩa trang được mở rộng từ năm 1877-1888. Nó được kéo dài lần cuối vào đầu thế kỷ 20 và 21.
Khoảng năm 1860, nghĩa trang được rào lại bằng các đoạn hàng rào hình dạng gốm theo thiết kế của Henryk Marconi.
Năm 1947, Gerard Ciołek đã phát triển một kế hoạch cho việc điều chỉnh và mở rộng nghĩa trang, nơi phát triển hỗn loạn trong chiến tranh. Dự án đã không được thực hiện và nghĩa trang, với thời gian dần trôi đi, đã không đạt được những gì theo kế hoạch.
Những người nổi dậy năm 1863 đã được chôn cất trong nghĩa trang, những người lính chết vào tháng 9 năm 1939 và những người nổi dậy Warsaw từ năm 1944. Trong số những ngôi mộ tập thể từ thời Thế chiến II có: 10 ngôi mộ bao gồm thi thể của 73 binh sĩ của Trung đoàn 360 Bộ binh, 32 ngôi mộ bao gồm 171 quân nổi dậy của trung đoàn Warsaw Baszta (tiểu đoàn Oaza) và Waligóra (trung đội Grochów và trung đội Jeleń) mộ của một số vụ hành quyết dân sự được thực hiện bởi người Đức ở Wilanów.

## Chôn cất trong nghĩa trang
- Przemysław Gintrowski (1951-2012) - nhà soạn nhạc và nhạc sĩ
- Ludmiła Marjańska (1923-2005) - nhà thơ, nhà văn xuôi và dịch giả văn học Anh
- Bolesław Płotnicki (1913-1988) - diễn viên
- Ignacy Potocki (1750-1809) - chính trị gia, nhà văn, nhà hoạt động yêu nước
- Stanisław Kostka Potocki (1755-1821) - chính trị gia, nhà hoạt động giáo dục
- Anna Radziwiłł (1939-2009) - giáo viên, nhà sử học, thượng nghị sĩ, cựu thứ trưởng bộ giáo dục
- Janusz Franciszek Radziwiłł (1880-1967) - một chính trị gia bảo thủ người Ba Lan, trong những năm 1935-1939, một thượng nghị sĩ của Cộng hòa Ba Lan thứ hai và XIII Ordination ở Olyyka
- Krzysztof Mikołaj Radziwiłł (1898-1986) - quý tộc Ba Lan, hoàng tử, địa chủ, nhà hoạt động chính trị, thượng nghị sĩ Cộng hòa Ba Lan, phó cho nhà lập pháp Sejm
- Ireneusz Sekuła (1943-2000) - chính trị gia, phó thủ tướng (1988-1989)
- Jerzy Szmajdziński (1952-2010) - chính trị gia, bộ trưởng bộ quốc phòng (2001-2005), phó nguyên soái Sejm (2007-2010)
- Halina Wasilewska-Trenkner (1942-2017) - Bộ trưởng Bộ Tài chính của Nội các Jerzy Buzek (2001), thành viên Hội đồng Chính sách tiền tệ (2004-2010), giáo sư phụ tá tại Cục Thống kê và Nhân khẩu học tại Đại học Kinh tế Warsaw, giảng viên tại Đại học Kozminski
- Jan Wejchert (1950-2009) - doanh nhân, người sáng lập Tập đoàn ITI
- Roman Wilhelmi (1936-1991) - diễn viên